# Allium melanogyne
Allium melanogyne — вид рослин з родини амарилісових (Amaryllidaceae); ендемік Греції.

## Опис
Цибулина поодинока, округло-яйцеподібна, діаметром 1–1.5 см. Листя 1–2, прикореневі, вузьколінійні, 4–7 мм завширшки. Стеблина 30–45 см заввишки й 1.2–2 мм у товщину. Епітет melanogyne означає «чорна жінка» вказуючи на зав'язь фіолетово-чорного кольору.

## Поширення
Ендемік Греції.